# Gneu Corneli Escipió Hispal
|  | Cal no confondre'l amb el seu fill, Gneu Corneli Escipió Hispà, ni amb el seu net, Gneu Corneli Escipió, ocasionalment dit també «Hispal». |

Gneu Corneli Escipió Hispal (en llatí: Gnaeus Cornelius Scipio Hispallus) va ser un magistrat romà. Formava part de la gens Cornèlia i de la família dels Escipions, d'origen patrici. Era fill de Gneu Corneli Escipió Calvus. Sembla que el sobrenom d'Hispal podria derivar de l'actuació dels seus oncles a Hispània.
Va ser pretor l'any 179 aC, i cònsol el 176 aC amb Quint Petil·li Espurí. Va ser atacat de paràlisi durant el seu consolat i va morir a Cumes en el curs del mateix any.